# Meilen pro Stunde
Meilen pro Stunde (miles per hour, kurz mph) ist eine Maßeinheit der Geschwindigkeit. Trotz der offiziellen Abkürzung mi für mile(s) wird diese Größe kaum je als ‚mi/h‘ angegeben, ausgenommen in technischen Publikationen.

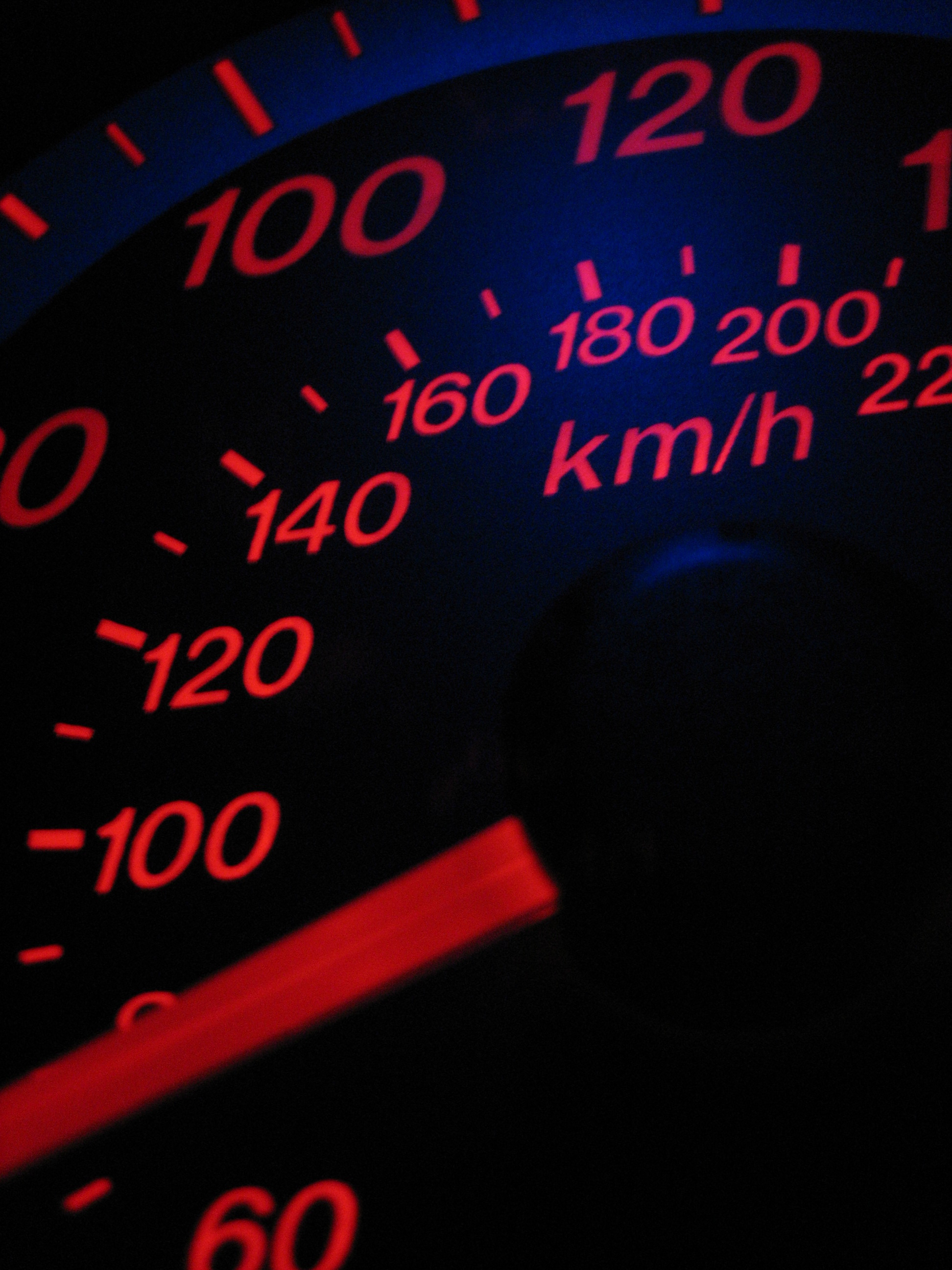
Tachometer mit mph außen und km/h innen. Solche Skalen sind in den USA üblich.

Ein Objekt, das sich eine Stunde lang mit 1 mph bewegt, legt eine Strecke von einer Meile (früher auch Englische Meile, Landmeile oder engl. statute mile) zurück.

## Verwendung

### Straßenverkehr
| Maßeinheit für Geschwindigkeitsbeschränkungen im Straßenverkehr |                      |
| km/h                                                            | mph                  |
| beides                                                          | keine oder unbekannt |

Die Einheit wird in einigen englischsprachigen Ländern verwendet, die das metrische System nur teilweise eingeführt haben. Im Vereinigten Königreich und den USA wird die Geschwindigkeit üblicherweise in mph angegeben.

### Luftverkehr
Fahrtmesser von Flugzeugen geben meist die auf der längeren Seemeile basierende internationale nautische Einheit Knoten (kn, früher kt und Plural kts) an.
In kleineren Flugzeugen ist demgegenüber die Anzeige zuweilen in mph geeicht, in Segelflugzeugen und russischen Flugzeugen eher in km/h angegeben.

## Umrechnung
Die Umrechnung von Meilen pro Stunde in Kilometer pro Stunde, Meter pro Sekunde und in Knoten (kn, Seemeilen pro Stunde):
{\displaystyle 1\;{\mathrm {mph} }\,=\,1{,}609344\,{\mathrm {km}  \over \mathrm {h} }\,=\,0{,}44704\,{\mathrm {m}  \over \mathrm {s} }\,=\,0{,}869\;\mathrm {kn} }
Die Umrechnung in der Gegenrichtung:
{\displaystyle 1\,{\mathrm {km}  \over \mathrm {h} }\,=\,0{,}621\;{\mathrm {mph} }}
{\displaystyle 1\,{\mathrm {m}  \over \mathrm {s} }\,=\,2{,}236\;{\mathrm {mph} }}
{\displaystyle 1\;{\mathrm {kn} }\,=\,1{,}15\;{\mathrm {mph} }}
Eine leicht zu merkende Faustregel zum Umrechnen des Zahlenwertes in der Einheit mph {\displaystyle \left\{x\right\}_{\mathrm {mph} }} in den Zahlenwert mit der Einheit km/h {\displaystyle \left\{x\right\}_{\frac {\mathrm {km} }{\mathrm {h} }}} lautet: „Mal zwei, minus 20 %“. Als Formel:
{\displaystyle \left\{x\right\}_{\mathrm {mph} }\cdot 2\cdot 0{,}8\,=\,\left\{x\right\}_{\frac {\mathrm {km} }{\mathrm {h} }}}
Der Fehler dieser auf dem glatten Faktor 1,6 basierenden Umrechnung beträgt etwas weniger als 0,6 %.